# Parodynerus cheesmani
Parodynerus cheesmani är en stekelart som beskrevs av Giordani Soika 1957. Parodynerus cheesmani ingår i släktet Parodynerus och familjen Eumenidae. Inga underarter finns listade i Catalogue of Life.